# Chrysina limbata
Chrysina limbata (лат.) — вид жуков из семейства пластинчатоусых. Он отличается своим глянцево-золотистым (по другим данным — серебряным) цветом. Блеск этих жуков объясняют как приспособление для того, чтобы оставаться незамеченными в тропическом лесу, где капли воды сверкают повсюду, разнообразно отражая лучи света. То, как именно надкрылья этих жуков отражают свет, исследовалось учёными.

## Распространение
Обитают в Южной и Центральной Америке (упоминается Коста-Рика).

## Использование человеком
Являются объектом торговли насекомыми.